# Christian Vogt (Politiker)
Christian Vogt (* 8. Juli 1979 in Wiesbaden) ist ein deutscher Kommunalpolitiker (CDU) und seit 2019 Bürgermeister von Hofheim am Taunus.

## Werdegang
Vogt wuchs im Hofheimer Stadtteil Wallau auf und machte im Jahre 1999 sein Abitur an der Elly-Heuss-Schule in Wiesbaden. Nach dem Zivildienst erfolgte eine Ausbildung zum Bankkaufmann sowie ein Studium der Rechtswissenschaften an der Johannes-Gutenberg-Universität in Mainz. Sein Referendariat leistete er beim Land Hessen ab, u. a. beim Landgericht Limburg a. d. Lahn, der Staatsanwaltschaft Wiesbaden und bei der Deutsch-Indischen Handelskammer in Chennai, Indien. Nach dem Referendariat erfolgten berufliche Stationen bei einer Großbank im Bereich Wertpapier-Compliance, bei der Kreisverwaltung des Main-Taunus-Kreises, der Stadt Rüsselsheim am Main sowie beim Ministerium für Wissenschaft und Kunst (HMWK). Zuletzt war als Referatsleiter im Bereich der Ministerin für Digitale Strategie und Entwicklung in der Hessischen Staatskanzlei tätig. Christian Vogt war bis zu seinem Amtsantritt auf Lebenszeit verbeamtet (Regierungsdirektor).
Nebenberuflich ist Vogt seit 2016 als Lehrbeauftragter an der Hochschule für Polizei und Verwaltung (HfPV) in Mühlheim für die Fächer Verfassungs- und Verwaltungsrecht tätig.
Kommunalpolitisch ist Vogt seit 2001 aktiv. Zunächst im Ortsbeirat Wallau und von 2006 bis 2019 in der Hofheimer Stadtverordnetenversammlung, zuletzt als Vorsitzender des Haupt-, Finanz- und Beteiligtenausschusses (HFBA) und als stellvertretender Stadtverordnetenvorsteher. Von 2014 bis 2016 war und wieder ab Oktober 2019 ist Vogt Mitglied des Kreistages des Main-Taunus-Kreises. Von 2003 bis 2011 war er Vorsitzender des  Hofheimer CDU-Ortsverbandes in Wallau. Seit 2011 ist er Vorsitzender der CDU Hofheim, dem größten Stadtverband des CDU-Kreisverbandes Main-Taunus. Bei seinen letzten drei Wiederwahlen wurde er jeweils mit 100 % gewählt. Bei der Bürgermeisterwahl am 24. März 2019, bei der die Amtsinhaberin Gisela Stang (SPD) nicht mehr antrat, traten insgesamt sieben Kandidaten an.  Vogt konnte sich im ersten Wahlgang deutlich absetzen und erreichte 39,8 Prozent (6191 Stimmen). In der Stichwahl am 7. April 2019 errang er mit 58,3 Prozent einen deutlichen Sieg. Christian Vogt trat seine Amtszeit am 13. September 2019 an.
Er ist verheiratet und hat zwei Töchter, evangelischen Glaubens und wohnhaft im Hofheimer Stadtteil Diedenbergen.